# 1989年8月31日日食
1989年8月31日日食是一次日偏食，發生於1989年8月31日。新月當天（即朔日），地球上觀測到月球和太阳的角距離極小，此時月球如果恰好在月球交點附近，穿過太阳和地球之間，與地球、太阳接近一直線，則會出現日食。由於月球偏北或偏南，本影及偽本影從地球以北或以南經過而未接觸地表，只有半影覆蓋了地球北端或南端部分區域，形成日偏食。此次日偏食月球偏南，出現在非洲南部、南极洲靠近印度洋的部分等地。

## 日食概況

### 出現區域
本次日偏食可在中部非洲東南部、南部非洲中東部、东非南部、南极洲靠近印度洋的約三分之一及印度洋西南部海域看到。

### 基本參數
- 類型：日偏食
- 食分最大處（位於南极洲毛德皇后地以北約940公里的洋面）資料：
  - 時間：1989年8月31日5:30:50
  - 地點：61°18′S 23°36′E / 61.3°S 23.6°E
  - 食分：0.6344（日食帶內最大）[3]

## 相關的日食

### 1986-1989年的日食
月球交替位於相對的月球交點時，以半個交點年（食年），即約177天又4小時間隔出現下列日食。
| 升交點   | 升交點                  |          | 降交點                   | 降交點 |
| 沙羅週期 | 地圖                    | 沙羅週期 | 地圖                     |        |
| 119      | 1986年4月9日 偏食（南） | 124      | 1986年10月3日 全環食     |        |
| 129      | 1987年3月29日 全環食    | 134      | 1987年9月23日 環食       |        |
| 139      | 1988年3月18日 全食      | 144      | 1988年9月11日 環食       |        |
| 149      | 1989年3月7日 偏食（北） | 154      | 1989年8月31日 偏食（南） |        |

### 沙羅周期
沙羅周期長度為18年11天。本次日食屬於沙羅周期154，共包含71次日食，依次為1917年7月19日至2025年9月21日的8次日偏食、2043年10月3日至2332年3月27日的17次日環食、2350年4月7日至2386年4月29日的3次全環食（亦稱混合食）、2404年5月9日至3035年5月29日的36次日全食、3053年6月8日至3179年8月25日的8次日偏食，總共歷時1262.11年。其中最長的全食發生於2530年7月25日，共持續4分50秒。
下表列舉了1901年至2100年間發生的屬於該周期的日食，是第1至11次：
| 1              | 2             | 3              |
| -------------- | ------------- | -------------- |
| 1917年7月19日  | 1935年7月30日 | 1953年8月9日   |
| 4              | 5             | 6              |
| 1971年8月20日  | 1989年8月31日 | 2007年9月11日  |
| 7              | 8             | 9              |
| 2025年9月21日  | 2043年10月3日 | 2061年10月13日 |
| 10             | 11            |                |
| 2079年10月24日 | 2097年11月4日 |                |

## 資料來源
1. ↑  樊忠玉. . 中国天文科普网.   [2016-01-30]. （原始内容存档于2014-09-17）.
2. ↑  Fred Espenak. . NASA Eclipse Web Site.   [2016-01-30]. （原始内容存档于2020-10-24）.（英文）
3. ↑  Fred Espenak. . NASA Eclipse Web Site.   [2016-01-30]. （原始内容存档于2020-10-21）.（英文）
4. ↑  Fred Espenak. . NASA Eclipse Web Site.（英文）

## 外部連結
- NASA日食專頁（页面存档备份，存于）（英文）
- 可見區域圖和時間統計：由弗雷德·埃斯佩納克做出的日食預報，NASA/GSFC
  - 貝塞爾元素

| \| \| 日食 \|                            |                              |                                           |
| 上一次日食： 1989年3月7日日食 （日偏食） | 1989年8月31日日食 （日偏食） | 下一次日食： 1990年1月26日日食 （日環食） |
| 上一次日偏食： 1989年3月7日日食          | 1989年8月31日日食 （日偏食） | 下一次日偏食： 1992年12月24日日食         |
|                                          | 日食                         |                                           |